# Collado de Tancalaporta
El collado de Tancalaporta es un puerto de montaña de la provincia de Barcelona.

## Descripción
El puerto se encuentra cerca del límite entre la provincia de Barcelona y la de Lérida. Aparece descrito en el decimocuarto volumen del Diccionario geográfico-estadístico-histórico de España y sus posesiones de Ultramar de Pascual Madoz con las siguientes palabras:

TANCALAPORTA (coll de): puerto en la prov. de Barcelona, part. jud. de Berga; se halla en la cord. de montañas que separa la Cerdaña, de lo demas del principado; pasa por él el camino que conduce de Tosa y Gosol á la Cerdaña, y el de Saldes y Gisdareny; es el punto mas occidental, despues sigue hácia el E. coll de Pendis, el de Jou, el del Pal y Plá de Añella, y al estremo oriental de esta gran cord., está Tosas.
(Madoz, 1849, p. 588)